# Радиолюбителски ретранслатор
Радиолюбителският ретранслатор е автоматична любителска радиостанция. Често е наричана репитър.
Може да бъде стационарна или монтирана на балони и спътници, която се използва като междинна за приемане, преобразуване и препредаване на сигнали, излъчени от любителски радиостанции.
Техническото устройство на радиолюбителските ретранслатори не се различава съществено от това на останалите ретранслатори на радиосигнали.
Радиолюбителските репитри приемат сигнала на дадена честота и го предават на друга от същия честотен диапазон.